# Kadin Jelovac
Kadin Jelovac (cyr. Кадин Јеловац) – wieś w Bośni i Hercegowinie, w Republice Serbskiej, w gminie Kozarska Dubica. W 2013 roku liczyła 206 mieszkańców.